# Secret World Live (Film)
Secret World Live ist der zweite Konzertfilm auf Video und das vierte Videoalbum insgesamt des englischen Singer-Songwriters und Rock-Musikers Peter Gabriel, das erstmals am 13. September 1994 von Virgin Records veröffentlicht wurde und dessen Aufnahmen bei zwei Konzerten der Secret World Tour im Jahr 1993 entstanden sind.

## Veröffentlichung

### Videoalbum
Am 13. September 1994 ursprünglich auf VHS und Laserdisc erschienen, wurde der Zusammenschnitt der Aufnahmen aus dem Palasport Nuovo in Modena am 14. April 2003 erstmals auf DVD und eine Nachbearbeitung auf DVD und Blu-ray Disc am 16. Juli 2012 veröffentlicht.
Für die DVD-Ausgabe und die Blu-ray von 2012 wurden die Aufnahmen der beiden Konzerte digital restauriert und vom originalen 16-mm-Filmmaterial neu gemastert. Der Ton wurde neu abgemischt und in Stereo, Dolby Digital 5.1 und DTS neu gemastert. Für die Blu-ray wurde die Bildqualität mit relativ großem Aufwand in High Definition-Qualität gebracht. Da für die DVD von 2003 einige Kompromisse eingegangen werden mussten, wurde federführend von York Tillyer das Rohmaterial komplett neu aufgebaut. Jede einzelne Filmsequenz wurde mit der besten im Jahr 2012 verfügbaren Technik neu gescannt und der gesamte Film Stück für Stück neu zusammengebaut. Teilweise wurden dabei Einstellungen und Perspektiven geändert.
Die Tracklist des Films lässt gegenüber den Konzerten die Titel Games Without Frontiers, Family Snapshot, Shock the Monkey, Red Rain, Biko, Here Comes The Flood und Mercy Street weg. Gegenüber dem Audio-Album auf CD fehlt das Lied Red Rain, stattdessen wurde San Jacinto nach Blood of Eden hinzugefügt.

### Audioalbum
Das Audioalbum erschien bereits am 28. August 1994 als Doppel-CD. Gegenüber dem Video-Album wurde auf dem Audio-Album der Titel San Jacinto weggelassen und Red Rain nach Shaking the Tree eingefügt. Mercy Street wurde ausschließlich auf der EP-CD mit dem Namen SW Live EP veröffentlicht.

## Titelliste
Alle Lieder wurden von Peter Gabriel geschrieben, außer Across the River wurde von Stewart Copeland, Peter Gabriel, David Rhodes und L. Shankar geschrieben und Shaking the Tree von Peter Gabriel und Youssou N’Dour.

### Hauptfilm
1. Come Talk to Me – 6:31
2. Steam – 7:54
3. Across the River – 6:00
4. Slow Marimbas – 1:41
5. Shaking the Tree – 7:11
6. Blood of Eden – 7:01
7. San Jacinto – 7:33
8. Kiss That Frog – 6:10
9. Washing of the Water – 4:04
10. Solsbury Hill – 4:27
11. Digging in the Dirt – 6:55
12. Sledgehammer – 6:14
13. Secret World – 10:30
14. Don’t Give Up – 7:18
15. In Your Eyes – 10:03
16. Credits – 2:46

Gesamtspielzeit (Hauptfilm): 1:42:18

### Extras der DVD
1. Zeitraffer-Film der Veranstaltung vom Aufbau der Bühne bis zum Abbau in der Festhalle in Frankfurt am Main (nicht wie im Booklet angegeben in Berlin)[3] – 3:10
2. Dokumentation über die Entstehung des Konzertfilms Secret World Live mit Interviews und Blick hinter die Kulissen – 15:10
3. neu abgemischte „leise“ Version von Steam mit einer Fotomontage von der Tournee als Bonustrack – 6:25
4. Vorschau von Growing Up Live – 7:41

Gesamtspielzeit (Extras, DVD-Version): 32:26
Gesamtspielzeit (Hauptfilm+Extras, DVD-Version): 2:14:44

### Weitere Extras der Blu-ray
1. Vorschau von New Blood: Live in London
2. Red Rain als Bonustrack

## Mitwirkende Hauptfilm

### Musiker

#### Hauptmusiker
- Paula Cole – zusätzlicher Gesang, Co-Hauptgesang bei Shaking the Tree, Blood of Eden und Don’t Give Up
- Peter Gabriel – Hauptgesang, Mundharmonika, Keyboards, Regenmacher
- Manu Katché – Schlagzeug, Begleitgesang
- Tony Levin – Bassgitarre, Chapman Stick, Synthesizer, Begleitgesang
- Levon Minassian – Duduk
- Jean-Claude Naimro – Keyboards, Begleitgesang
- David Rhodes – E-Gitarre, Begleitgesang
- L. Shankar – Geigen, zusätzlicher Gesang

#### Gastmusiker
Papa Wemba und seine Band Molokai, bestehend aus:
- „Reddy“ Mela Amissi – Begleitgesang
- Dominique Berose – Keyboards
- Noel Ekwabi – Bassgitarre
- Xavier Jouvelet – Schlagzeug
- Joseph Kuo – Schlagzeug
- Patrick Marie Magdelaine – E-Gitarre
- Styno Mubi Matadi – Begleitgesang
- Ayub Ogada – Begleitgesang
- Herve Rakotofiringa – Keyboards
- Papa Wemba – Gesang

### Technische Unterstützung
(Quelle: )
- Glen Berman – Filmeditor
- Nicola Bruce – Secret World Tournee-Visualisierungen
- Michael Coulson – Art Direktion, Secret World Tournee-Visualisierungen
- Elizabeth Flowers – Stellvertretende Filmproduzentin
- Fab 4 – Cover-Fotografie
- Vince Foster – Lichtdesign
- Peter Gabriel – Musikproduktion, Songwriter, Secret World Konzept
- Armando Gallo – zusätzliche Fotografie
- François Girard – Filmregie
- Stefan Goodchild – DVD-Design, Authoring
- Guido Harari – zusätzliche Fotografie
- Martin Haxby – Ausführender Produzent
- Denny Jenkins – Cover-Fotografie
- Dr. Hans Jenny – Kymatik-Abbildungen
- Martha Ladly – Grafikdesign-Koordination
- Mike Large – Management (Real World)
- Laurence Leblanc – zusätzliche Fotografie
- Robert Lepage – Secret World Konzept
- Robert Leslie – zusätzliche Fotografie
- Alain Lortie – Lichtdesign
- Stephen Lovell-Davis – Cover-Fotografie, zusätzliche Fotografie
- Grainne MacManus – anamorphe Übertragung für das Video
- Lee Parry – DVD-Design und -Authoring
- Annie Parsons – Assistentin für Peter Gabriel
- Maria Pedro – Ausführende Produzentin, Management (Real World)
- Peter Sinclair – Beleuchtungs-Kameramann
- David Stephen – Management (Real World)
- Tony Stiles – Grafikdesign
- David Taraskekevics (Judgeday Ltd.) – Tournee, Albumaufnahme, Postproduktion, Koordination
- Michael Thomas (Sheridans) – Tournee, Albumaufnahme, Postproduktion, Koordination
- York Tillyer – anamorphe Übertragung für das Video, DVD-Design und -Authoring
- Peter Walsh – Musikproduktion, Mixing, spezielles Mixing für das Video, Aufnahme-Techniker
- Robert Warr – Filmproduktion
- Patrick Woodroffe – Lichtdesign

## Rezeption

### Auszeichnungen und Nominierungen

#### 1995
- CableACE Award: Regie bei einem Musikspecial oder einer Serie (Nominierung)
- CableACE Award: Regie für Fotografie und/oder Lichtregie in einem Comedy- oder Musik-Special oder einer Serie (Auszeichnung)
- Rose d’Or: Silberne Rose für Musik (Auszeichnung)

#### 1996
- Bei den 38. Grammy Awards 1996 erhielt Secret World Live eine Auszeichnung in der Kategorie Bestes Musik-Langvideo („Best Long Form Music Video“).[12]

### Chartplatzierungen
| ChartsChartplatzierungen       | Höchstplatzierung | Wochen |
| ------------------------------ | ----------------- | ------ |
| Österreich (Ö3)                | 5 (1 Wo.)         | 1      |
| Schweiz (IFPI)                 | 8 (3 Wo.)         | 3      |
| Vereinigte Staaten (Billboard) | 4 (50 Wo.)        | 50     |
| Vereinigtes Königreich (OCC)   | 3 (38 Wo.)        | 38     |

### Auszeichnungen für Musikverkäufe
| Land/Region                  | Auszeichnungen für Musikverkäufe (Land/Region, Auszeichnung, Verkäufe) | Verkäufe |
| ---------------------------- | ---------------------------------------------------------------------- | -------- |
| Argentinien (CAPIF)          | Platin                                                                 | 8.000    |
| Deutschland (BVMI)           | 3× Gold                                                                | 75.000   |
| Frankreich (SNEP)            | Gold                                                                   | 10.000   |
| Kanada (MC)                  | Gold (VHS) · + 3× Platin (DVD)                                         | 35.000   |
| Polen (ZPAV)                 | Gold                                                                   | 5.000    |
| Vereinigte Staaten (RIAA)    | Platin                                                                 | 100.000  |
| Vereinigtes Königreich (BPI) | Gold                                                                   | 25.000   |
| Insgesamt                    | 5× Gold · 6× Platin ·                                                  | 258.000  |